# Bac du Sauvage
Le bac du Sauvage est un bac à câble qui relie les deux rives du Petit-Rhône, en Camargue. Il est situé à 6,5 km des Saintes-Maries-de-la-Mer et de la Méditerranée.

## Description

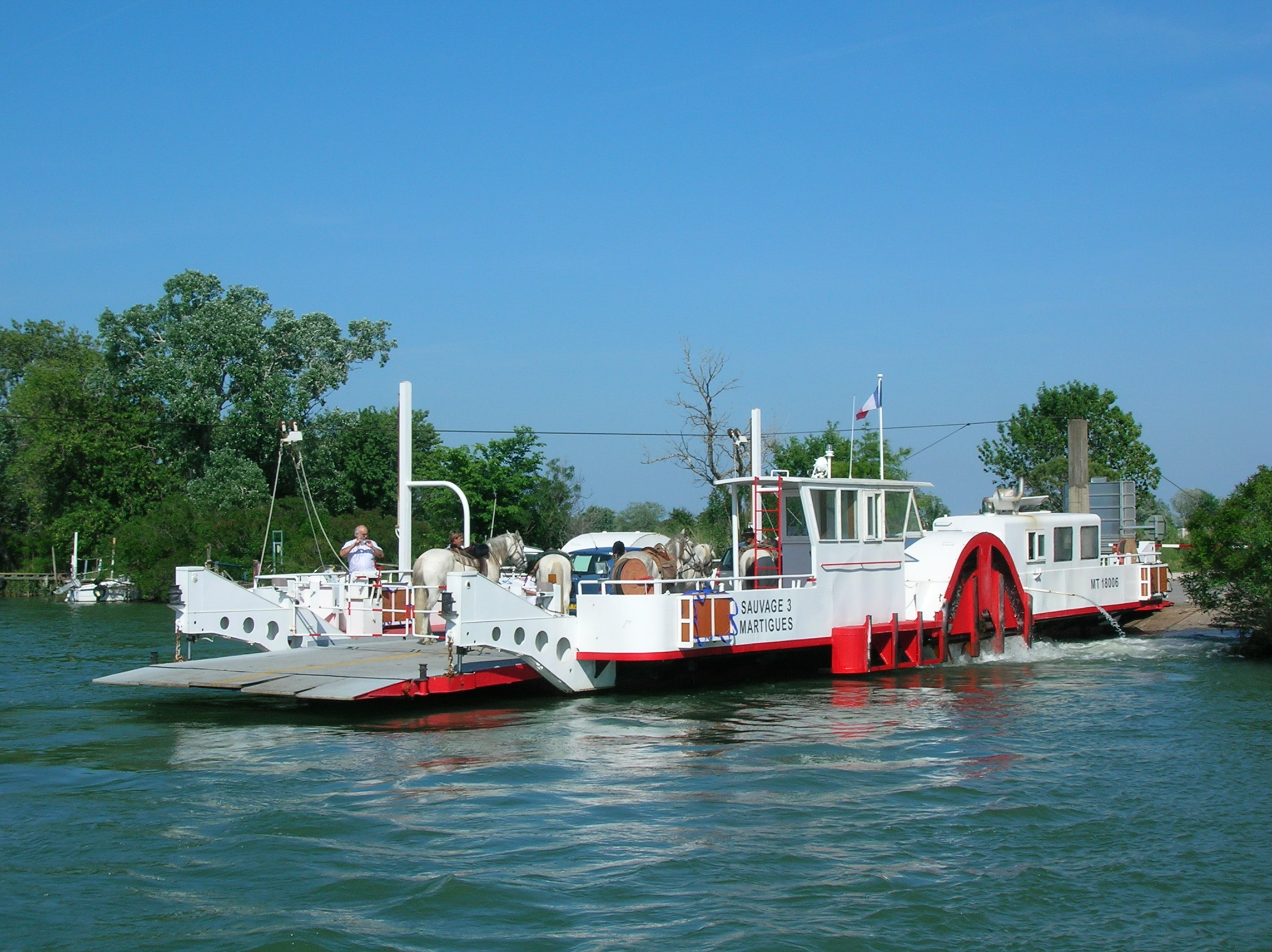
Transport de chevaux sur le bac

Le bac est en service en hiver (octobre à mars) de 6 h 30 à 12 h 00 et de 13 h 30 à 19 h 00. Pour la saison estivale, les horaires sont de 6 h 00 à midi et de 13 h 30 à 20 h 00. Il y a une traversée toutes les 30 min ; comptez 10 à 15 min supplémentaires les jours de forte affluence. En fait, le bac fonctionne en continu lorsqu'il y a du monde. Le bac est géré par le Syndicat Mixte des Traversées du Delta du Rhône, qui gère aussi le bac de Barcarin.
Le bac actuellement en service, Bac Sauvage 3, assure la liaison depuis 1972. Il peut transporter 8 voitures, 30 passagers et les membres d'équipage. Le bac mesure 28 mètres de long pour 5 m de large. Il est guidé par des roues sur galets pour l'aider dans sa progression, car le courant est fort dans cette partie du Rhône.
La particularité de ce bac est de transporter souvent des chevaux qui font la traversée (environ 5 minutes) en même temps que les voitures. Les centres équestres les plus proches proposent des balades qui permettent d'aller galoper dans des réserves naturelles ouvertes aux seuls guides camarguais.